# Lista de condados da Libéria por IDH
Esta é uma lista de condados da Libéria por Índice de Desenvolvimento Humano de 2019.
| Classificação                | Condado                      | IDH (2019)                   | Países comparáveis (2019)                   |
| Desenvolvimento humano médio | Desenvolvimento humano médio | Desenvolvimento humano médio | Desenvolvimento humano médio                |
| ---------------------------- | ---------------------------- | ---------------------------- | ------------------------------------------- |
| 1                            | Montserrado                  | 0,551                        | Comores                                     |
| Baixo desenvolvimento humano |                              |                              |                                             |
| 2                            | Margibi                      | 0,482                        | Malawi                                      |
| 3                            | Nimba                        | 0,480                        | República Democrática do Congo Guiné-Bissau |
| –                            | Libéria                      | 0,480                        | República Democrática do Congo Guiné-Bissau |
| 4                            | Maryland                     | 0,470                        | Iêmen                                       |
| 5                            | Grand Gedeh                  | 0,453                        | Burquina Fasso Serra Leoa                   |
| 6                            | Bomi                         | 0,440                        | Mali                                        |
| 7                            | Sinoe                        | 0,437                        | Mali                                        |
| 8                            | Lofa                         | 0,433                        | Burundi Sudão do Sul                        |
| 9                            | Grand Kru                    | 0,432                        | Burundi Sudão do Sul                        |
| 10                           | Rio Gee                      | 0,423                        | Sudão do Sul                                |
| 11                           | Gbarpolu                     | 0,419                        | Sudão do Sul                                |
| 12                           | Rivercess                    | 0,413                        | Chade                                       |
| 13                           | Grand Bassa                  | 0,409                        | Chade                                       |
| 14                           | Grand Cape Mount             | 0,400                        | Chade                                       |
| 15                           | Bong                         | 0,396                        | República Centro-Africana                   |